# 艾尔弗雷德·耶利内克
艾尔弗雷德·耶利内克（Elfriede Jelinek，1946年10月20日—），奥地利犹太裔小说家、剧作家兼诗人。艾尔弗雷德·耶利内克是2004年诺贝尔文学奖获得者，也是奥地利历史上第一个獲獎的作家。

## 生平与创作
耶利内克生於奧地利施泰爾馬克州米爾茨楚施拉格，她的父親弗里德里希·耶利內克是來自捷克的猶太人，是一名化學家，畢業於維也納科技大學，母親是來自羅馬尼亞的日耳曼裔天主教徒，長期出任會計師。从小开始学习钢琴，管风琴等乐器。1964年进入维也纳大学，主修戏剧和艺术史，却始终没有放弃音乐学习，她于1971年获得维也纳音乐学院的证书，深厚的音乐素养使她的文学创作颇具特色。
在创作上，1967年她21岁时便出版了处女作《莉萨的影子》，开始在文坛展露头角。1970年代，她卷入了当时遍及欧洲的学生运动，文风开始发生变化，慢慢形成了个性反叛的创作特色和嘲讽尖刻的语言风格。1974年—1991年，她是奥地利共产党的党员。在将近四十年的文学生涯中，她创作了各类作品近五十部，成为奥地利最重要的现代作家之一，被认为是同时代奥地利文学的翘楚。
耶利内克的创作体裁多样，不拘一格，既有散文、诗歌，又有小说、广播剧和影视剧本。她的写作风格难以精确的界定，介于诗歌和散文之间，兼有戏剧场景和电影叙事的特点。作品大多以激烈的批评男性专制，社会弊病和暴力著称。作品中多以女性为主题，最终都以妇女无力反抗社会的凄惨命运为结局。在她的笔下，一个个妇女形象栩栩如生的展现在读者面前。
2023年9月12日，耶利內克被授予維也納市榮譽市民稱號。她在一個小圈子裡親自領獎。根據她自己的陳述，這是她自諾貝爾獎以來獲得的唯一榮譽，因為 - 根據耶利內克的說法 - “我真的是維也納人”。
2024年7月13日，她簽署了一封呼籲烏克蘭和加沙地帶停火的信。

## 作品影响力
虽然耶利内克的作品颇丰，但在获诺贝尔奖之前，除少量被翻译成英语和法语之外，从未曾被翻译成其它更多的语言，因而读者范围有限。在德语文化圈以外的地方，耶利内克几乎默默不为人知。她的英文出版商说，“在英国，《钢琴教师》卖得很好，她的其他作品则不。”电影这一大众传播形式为《钢琴教师》打开了销路，但也并非处处行之有效的神奇广告。在台湾，这部小说初版印刷的3000册仅售出了一半。诺贝尔文学奖宣布的那一刻让她的出版商们都松了一口气。在获奖后，其读者范围和人数会大大增加。其中，汉语译本在中国已随处可见。

## 作品
- 《女情人們》，耶利内克成名作。出版于1975年。小说主人公是两个漂亮的年轻女孩，分别来自城市和乡下。小说以对照的手法刻画了两个身份不同，背景不同而命运和遭遇却极其相似的女人。整部作品气氛阴暗，对性和现代生活的描述及批判极为尖锐。

- 《精彩，精彩时代》，耶利内克影响比较大的一部作品。创作于1980年，背景是20世纪50年代末社会经济繁荣时期。小说以扣人心弦的情节和辛辣尖刻的笔调揭示的二战给奥地利留下的令人触目惊心的残酷无情的社会顽疾。

- 《钢琴教师》，是作者的半自传体小说，也是她最具争议的一部作品。在这部小说中，耶利内克对女性的性心理扭曲及性虐待场面的描写直截了当，大胆的揭示隐蔽的人性，对复杂的人性进行了深层探讨。2001年，电影导演迈克尔·哈内克将这部小说搬上银幕，耶利内克担任了电影的编剧。这部同名影片获得了第54届戛纳电影节评审团、最佳男女主角三项大奖

## 争议
耶利内克是一个极具争议的人物，尤其是在奥地利。许多人对她的作品不屑一顾，认为她的作品带有浓烈的色情成分。更有人说她的作品淫秽，下流，亵渎神灵。耶利内克成了诺贝尔文学奖历史上第十位女性得主后，梵蒂冈便猛烈抨击了将大奖授予她，因为她笔下的女性世界充斥着“赤裸裸的性事”，而且是“将性和病态、权力以及暴力联系在一起”，“肉体的结合是冰冷而晦暗的，缺乏交流，只有暴力的侵占，没有任何柔情蜜意，没有丝毫灵魂或者意图的尊严”。耶利内克呈现在读者面前的只是“无度的淫秽”，最终只能“陷入绝对的虚无主义”。 
德国著名文学批评家伊利丝·拉迪什就在《时代》周报上发表评论说，耶利内克的作品可谓“空无一物”，“经验、感情、诗意”皆空，“没有天空，没有爱情，没有思想，没有色彩，没有声音，没有气味，没有光明，没有俗世也没有超脱”，所有的“唯一的一种物质”就是“垃圾”，包括“人类垃圾，自然垃圾，关系垃圾，爱情垃圾，家庭垃圾，媒体垃圾，语言垃圾”
耶利内克具有鲜明的政治立场，对社会的问题总是坦率的发表自己的观点，因此她也遭到了猛烈攻击。有些组织曾打出“你要耶利内克还是要文化”的口号，鼓动市民抵制她的作品。
2005年10月，瑞典文学院成员卡努·安隆德（Knut Ahnlund）在诺贝尔文学奖公布前提出辞职，以抗议去年的诺贝尔文学奖颁给了耶利内克。他认为：“耶利内克的作品像寄生虫。去年把文学奖颁给她对文学奖造成了无可弥补的缺憾，也混淆了大众对文学的看法”。

## 諾貝爾文學獎
2004年，艾爾弗雷德·耶利內克獲得諾貝爾文學獎，授獎詞稱「她用超凡的語言以及在小說中表現出的音樂動感，顯示了社會的荒謬事情。」

## 作品在台灣的出版
在台灣，作家姓名被譯為「葉利尼克」。
- 潘勛/譯，《鋼琴教師》，台北市：商周出版，2003年。
- 潘勛/譯，《女情人們》，台北市：商周出版，2005年。
- 周郁文/譯，《美妙時光》，台北市：商周出版，2006年。
- 時凱辰/譯，《情慾》，台北市：天培出版，2006年。